# Fu Haifeng
Fu Haifeng (Jieyang, 23 de agosto de 1983) é um jogador de badminton chinês. bicampeão olímpico, especialista em duplas

## Carreira
Fu Haifeng representou seu país nos Jogos Olímpicos de Verão de 2004 a 2012 conquistando a medalha de ouro, nas duplas em 2012.